# Фертилност
Фертилността е термин от медицината, означаващ естествената способност за зачеване на потомство. Успешното забременяване е възможно при полово зрели индивиди, като жените произвеждат яйцеклетки, а мъжете – сперматозоиди. Липсата на фертилност се нарича безплодие (или стерилитет).

## Способност за забременяване
Човешката фертилност е зависима от факторите хранене, сексуално поведение, наследственост, култура, инстинкти, ендокринология, време, икономика, начин на живот и емоции. По-високият шанс за зачеване означава по-голяма фертилност. Денят, в който жената е в овулация е и денят с най-висока фертилност. Периодът е между половото съзряване до настъпването на менопауза, като обикновено е на 14-ия ден от цикъла или по-рано.

### Възрастов фактор
При жените фертилността започва да намалява приблизително при навършена 35-годишна възраст, а за над 45-годишна възраст процентът за възможност от забременяване е почти нулев. Настъпващата менопауза преустановява производството на яйцеклетки, а с това и шанса за зачеване.
При мъжете намаляването на производството на активните клетки от спермата започва още на 25-годишна възраст. С напреднала възраст възниква риск от генетична мутация на клетките на спермата. Въпреки това са документирани случаи като този, при който 94-годишен мъж е съхранил своята способност да опложда.

### Влошена фертилност
Намалената или възпрепятствана фертилност може да се дължи на редица причини:
- гинекологичните проблеми, като инфекции или проблеми с овулацията при жените
- употребата на алкохол, дори в малки количества
- употребата на никотин

### Способстващи фактори
Фертилността може да се подобри със здравословен начин на живот:
- здравословно хранене – с достатъчно разнообразие, избягване на „бързи храни“ и прекомерната употреба на тестени изделия
- набавяне на нужните витамини и минерали (под лекарски контрол)
- поддържане на оптимално тегло – нито наднормено, нито под нормата